# Phrynobatrachus fraterculus
Phrynobatrachus fraterculus é uma espécie de anfíbio da família Petropedetidae.
Pode ser encontrada nos seguintes países: Costa do Marfim, Guiné, Libéria, Serra Leoa e possivelmente em Guiné-Bissau.
Os seus habitats naturais são: florestas subtropicais ou tropicais húmidas de baixa altitude, regiões subtropicais ou tropicais húmidas de alta altitude, rios, plantações e florestas secundárias altamente degradadas.
Está ameaçada por perda de habitat.